# Maráthové
Maráthové (maráthsky मराठी माणसं či महाराष्ट्रीय) jsou indoárijský národ, žijící ve střední Indii. Jejich počet se odhaduje na přibližně 70 až 80 milionů osob. Hovoří maráthsky, indoárijským jazykem, zapisovaným písmem odvozeným od písma dévanágarí.

## Rozšíření, způsob života a vyznání
Maráthové žijí především v indickém státě Maháráštra, kde tvoří přibližně 65 % obyvatelstva. Maráthové jsou většinou zemědělci a obchodníci (dlouhou tradici má zejména námořní obchod).
Většina Maráthů jsou hinduisté. Významné jsou i skupiny muslimů, křesťanů a neobuddhistů (následovníků Bhímráo Rámdží Ámbédkara).

## Dějiny
Ve 3. století př. n. l. vznikl první státní útvar Maráthů, který byl později absorbován do velkých indických říší. Další samostatný maráthský stát vznikl v 17. století a následně se rozpadl na menší státy, které se po čase spojily do konfederace. Na počátku 19. století se území těchto států stalo součástí Britské Indie. Po dosažení nezávislosti Indie byl vytvořen na území obývaném Maráthy svazový stát Maháráštra.

## Významní Maráthové
Mezi významné Maráthy patří:
- Šivádží
- Bhímráo Rámdží Ámbédkar